# Cristián Escalante
Cristián Escalante (ur. 11 września 1976) – chilijski sztangista, olimpijczyk, reprezentant letnich igrzysk olimpijskich w Atlancie.
Medalista igrzysk panamerykańskich w 1999, 2003 oraz w 2007 roku. Wielokrotny rekordzista kraju w podnoszeniu ciężarów w swojej kategorii.